# Pietro Sambi
Mons. Pietro Sambi (27. června 1938, Sogliano al Rubicone - 27. července 2011, Baltimore) byl italský katolický duchovní, emeritní diplomat Svatého stolce a titulární arcibiskup v Belcastru.